# Ruth Gassmann
Ruth Gassmann (Augsburg, 1935. március 1. – München, 2020. augusztus 7.) német színésznő.

## Élete
Az 1960-as évek végén a szexuális felvilágosítást segítő nyugatnémet Helga-filmek főszereplőjeként vált ismertté. 1970-től a Helga-trilógiát sikerrel mutatták be Magyarországon is. Három gyermeke született. A München melletti Aschheimben élt.

## Filmjei
Mozifilmek
- Teufel im Fleisch (1964)
- Helga – Az emberi élet keletkezéséről (Vom Werden des menschlichen Lebens) (1967)
- Helga és Michael (Helga und Michael) (1968)
- Helga und die Männer - Die sexuelle Revolution (1969)
- Robinson und seine wilden Sklavinnen (1972)
- Hajka (1977)
- Götz von Berlichingen mit der eisernen Hand (1979)
- Nasvidenje v naslednji vojni (1980)
- Der Fluch (1988)

Tv-filmek
- Die Baßgeige (1964)
- Kostenpflichtig zum Tode verurteilt (1966)
- Auf der grünen Wiese (1971)
- Träume kann man nicht verbieten (1979)
- Warten auf Beethoven (1984)
- Liebe, Leben, Tod (1996)

Tv-sorozatok
- Unternehmen Kummerkasten (1961–1962, 17 epizódban)
- Interpol (1963, egy epizódban)
- Bűnügyi múzeum (Das Kriminalmuseum) (1963–1964, két epizódban)
- Die Karte mit dem Luchskopf (1964, egy epizódban)
- Gewagtes Spiel (1965, egy epizódban)